# Klaus Volkamer
Klaus Volkamer (* 21. Januar 1939 in Zweibrücken; † 16. März 2022) war ein deutscher promovierter Chemiker, Politiker und Buchautor.

## Leben
Klaus Volkamer studierte bis 1965 an der TU München. Er wurde 1969 an der Albert-Ludwigs-Universität Freiburg mit einer Arbeit Über heterocyclische Fünfringradikale promoviert. Von 1970 bis 1985 arbeitete er für die BASF in Ludwigshafen, zuletzt als Gruppenleiter. In dieser Zeit war er an zahlreichen Patenten und Veröffentlichungen im Bereich der anorganischen Chemie beteiligt.
1985 machte er sich selbstständig und ging als Lehrer an die Maharishi-Universität in Fairfield, Iowa, USA.
Volkamer war mehrere Jahre im Bundesvorstand der Naturgesetz Partei. 1999 kandidierte er auf deren bundesweiter Liste für die Europawahl.
Volkamer verfasste mehrere Bücher, die dem Bereich der Esoterik zugerechnet werden. Volkamer sah sich selbst als Naturwissenschaftler.

## Werke
- Agnim oder Evolution, das Wechselspiel von Ordnung und Entropie, Verlag Naglschmid 1998, ISBN 978-3925342615
- mit Christoph Streicher, Ken G. Walton: Intuition, Kreativität und ganzheitliches Denken: neue Wege zum bewußten Handeln, Suhrkamp Verlag, 2002, ISBN 978-3518390085
- Detection of dark matter radiation of stars during visible sun eclipses, Proceedings of the 5th International UCLA Symposium on Sources and Detection of Dark Matter and Dark Energy in the Universe, Marina del Rey, CA, USA, Nuclear Physics B, Proc. Suppl., Band 124 2003, S. 117–127 Abstract
- Feinstoffliche Erweiterung der Naturwissenschaften, Weißensee-Verlag, Berlin 2008, ISBN 978-3899981339
- Discovery of Subtle Matter – A short Introduction, Brosowski Publishing, Berlin 2017, ISBN 978-3-946533-01-6
- Weighing Soul Substance – Surprising experiments show that everything from atoms to angels has a weighable soul body,  Brosowski Publishing, Berlin 2020, ISBN 978-3946533023
- Die Feinstoffliche Erweiterung unseres Weltbildes, Brosowski Publishing, Berlin 2021, ISBN 978-3-946533-00-9